# 臺南警察署
臺南警察署是臺灣日治時期主掌臺南市警務的警察機構，其廳舍已用「原臺南警察署」的名義列為臺南市市定古蹟。臺南警察署受臺南州警務部管轄，臺南市尹並無管轄權。臺南警察署設有安平分署，底下有水上警察，而本身轄區分成四個監視區，區內設有警察官吏派出所。

## 轄區內派出所
以下所列資料來自1944年臺灣總督府編著的《警察官署別 臺灣總督府行政區域便覽》：
| 派出所名     | 派出所轄區 |
| ------------ | --- |
| 錦町派出所   | - 清水町一丁目 - 幸町一丁目 - 末廣町一丁目、二丁目17－114番地 - 大宮町二丁目 - 大正町一、二丁目 - 花園町一丁目，二丁目3－14、30－108番地 - 本町一、二丁目 - 白金町一、二丁目，三丁目3－14、28－119番地 - 錦町一、二丁目                                                 |
| 大宮町派出所 | - 幸町二丁目49－52番地 - 南門町一、二、三丁目 - 泉町 - 末廣町二丁目1－16、18－113、115－184番地 - 大宮町三、四丁目 - 西門町四丁目23－96番地，五丁目1－87番地 - 濱町二丁目 - 鹽埕3－90番地                                                                               |
| 南門派出所   | - 桶盤淺10、12－22、33、80、52之1－52之22、52之27－52之183番地 - 鹽埕1－2之1、81、88－88之5、151、160、168－170、174、234番地 |
| 本町派出所   | - 白金町三丁目18－22、126－167番地，四丁目1－28、40－76番地 - 臺町一丁目12－40、62－191番地，二丁目61－192番地 - 本町三、四丁目 - 大宮町一丁目 - 西門町一丁目1－67番地，二丁目1－59、146－218番地，三丁目1－16、67－81番地，四丁目1－22、97－127番地 - 錦町三丁目       |
| 福住町派出所 | - 西門町一丁目76－134番地，二丁目64－127番地 - 福住町一、二丁目 - 入船町二丁目 - 寶町一丁目171－186、140番地 - 永樂町一丁目1－39、47－225、247－289番地 - 鄭子寮1－2、49－200、214－254番地                                                                             |
| 開山町派出所 | - 綠町 - 幸町二丁目1－48番地 - 桶盤淺7－9、11－13、52之46番地 - 開山町一、二、三丁目 - 東門町一丁目31－61、116－133番地 - 高砂町二、三丁目 |
| 壽町派出所   | - 高砂町一丁目 - 清水町二、三丁目 - 竹園町一、二丁目 - 壽町一丁目3－36番地，二丁目 - 東門町一丁目1－30、72－115、122－128、134－135番地，二、三、四丁目 - 竹篙厝616－658番地 - 後甲1－296、298－447番地 - 虎尾寮                                                        |
| 大林派出所   | - 桶盤淺53－300番地 - 竹篙厝64－330、458－504、589－597、663－721番地 |
| 永樂町派出所 | - 西門町二丁目223－237番地，三丁目27－66、81－87番地，四丁目128－134番地 - 永樂町一丁目40－44番地，226－244番地，二、三丁目 - 港町一、二丁目 - 入船町一丁目 - 鄭子寮201－213、274－289番地                                                                              |
| 新町派出所   | - 新町一、二丁目 - 濱町一丁目 - 田町 - 西門町四丁目137－148番地，五丁目88－139番地 - 上鯤鯓1－28番地 |
| 明治町派出所 | - 臺町一丁目1－10、42－59番地，二丁目1－59番地 - 花園町二丁目116－198番地，三丁目1－65番地 - 明治町二、三丁目 - 老松町一、二丁目 - 寶町1－170番地，二丁目1－138番地 - 西門町一丁目68－75番地 - 白金町五丁目 - 鄭子寮2－21、29、33、47、90番地 - 三分子202、203、250番地 |
| 北門町派出所 | - 壽町一丁目2－3、37－41番地 - 大正町三丁目 - 花園町二丁目1－25、20－26番地，三丁目68－97番地 - 明治町一丁目 - 後甲297番地 - 鄭子寮29之1－47番地 - 三分子1－201、203－249、251－253番地 - 北門町一、二丁目 - 旭町                                                       |
| 安平派出所   | - 安平 - 鄭子寮334－350番地 - 上鯤鯓24－395番地 |
| 鯤鯓派出所   | 下鯤鯓1－720番地 |
| 鹽埕派出所   | 鹽埕98－130、147－208、257－1021番地 |
| 喜樹派出所   | 灣裡1340－1785番地 |
| 灣裡派出所   | 灣裡628－630、956、1787－2640番地 |